# Парве, Кайя Ахтовна
Кайя Ахтовна Парве (эст. Kaija Parve; 14 июня 1964, Таллин, Эстонская ССР) — советская биатлонистка эстонского происхождения. Семикратная чемпионка мира: в эстафете (1984—1988), в гонке на 5 км и 10 км (1985 и 1986). Заслуженный мастер спорта СССР (1985).
Представляла «Динамо» (Таллин). Окончила Таллинский педагогический институт.
Кайя Парве — единственная советская спортсменка, попавшая в тройку лучших общего зачёта за первые 6 розыгрышей Кубка мира по биатлону. 20-летняя Парве была третьей по итогам сезона 1984/85. В первых розыгрышах Кубка доминировали норвежки и шведка Ева Корпела.
Лучшая спортсменка Эстонии в 1985 и 1986 году.
В 1990 году вышла замуж и взяла фамилию Хелинурм (эст. Helinurm).